# Auguste van Pels
Auguste van Pels (ur. 29 września 1900 w Buer, zm. w kwietniu 1945 w jednym z niemieckich obozów koncentracyjnych) – Żydówka niemieckiego pochodzenia, ukrywająca się przez ponad dwa lata razem z Anną Frank. W Dzienniku Anny Frank nosi pseudonim Petronella van Daan.

## Życiorys
Auguste 'Gusti' Röttgen urodziła się w żydowskiej rodzinie średniej klasy. 5 grudnia 1925 poślubiła Hermanna van Pelsa. Małżeństwo przeprowadziło się do Osnabrucku, miasta niedaleko holenderskiej granicy. 8 listopada 1926 roku na świat przyszło jedyne dziecko van Pelsów Peter.
Wiele członków rodzin Röttgen i van Pels udało się do Holandii, której stanowisko było przychylne uciekinierom antysemickich prześladowań w III Rzeszy. W czerwcu 1937 roku rodzina van Pelsów przeniosła się do Amsterdamu i osiedliła się w południowej części miasta, gdzie poznali rodzinę Franków. W 1938 Hermann van Pels zaczął pracować z Ottonem Frankiem, a rodziny zaprzyjaźniły się.
W 1939 roku van Pelsowie wystąpili o wizę do Stanów Zjednoczonych, ale w przeciwieństwie do rodzeństwa Hermanna, nie otrzymali jej. Rok później Holandia znalazła się pod okupacją III Rzeszy, a w przeciągu kilku miesięcy weszły w życie antysemickie rozporządzenia. 13 lipca 1942 roku van Pelsowie dołączyli do rodziny Franków ukrywającej się na poddaszu biura, w którym pracował Otto i Hermann.
Dziennik Anny Frank opisuje 2 lata, które obie rodziny oraz Fritz Pfeffer spędzili w ukryciu. Anne opisała wielokrotne kłótnie pomiędzy Augustą i Hermannem oraz trudny charakter pani van Pels.
4 sierpnia 1944 Auguste, jej mąż Hermann, syn Peter, rodzina Franków i Fritz Pfeffer zostali aresztowani i osadzeni w więzieniu w Amsterdamie. 8 sierpnia cała ósemka została przeniesiona do obozu przejściowego Westerbork i umieszczona w barakach karnych. 3 września Auguste wraz z pozostałą siódemką zostali wybrani do transportu do Auschwitz-Birkenau, gdzie ostatni raz widziała męża i syna.
Auguste została umieszczona w obozie dla kobiet. Pozostała tam do 26 listopada, kiedy to została przewieziona do obozu koncentracyjnego Bergen-Belsen. Tam ponownie spotkała Margot i Anne Frank. 6 lutego 1945 Auguste została wybrana do ciężkich prac we wschodnich Niemczech. 8 kwietnia obóz, w którym pracowała, został zlikwidowany, zaś więźniowie zmuszeni do marszu do Theresienstadt na terytorium Czechosłowacji. Według Czerwonego Krzyża, który badał śmierć holenderskich ofiar Holocaustu, Auguste van Pels zmarła podczas marszu lub wkrótce po przybyciu do Theresienstadt.
Shelley Winters zdobyła Oscara za portret Augusty w filmie z 1959 roku Pamiętnik Anny Frank. Shelley Winters przekazała zdobytą statuetkę Domowi Anny Frank.